# Бродвју (Илиноис)
Бродвју (енгл. Broadview) град је у америчкој савезној држави Илиноис.

## Демографија
По попису из 2010. године број становника је 7.932, што је 332 (-4,0%) становника мање него 2000. године.
| Група             | 2000.         | 2010.         |
| Белци             | 1.676 (20,3%) | 1.035 (13,0%) |
| Афроамериканци    | 6.043 (73,1%) | 6.047 (76,2%) |
| Азијати           | 110 (1,3%)    | 108 (1,4%)    |
| Хиспаноамериканци | 325 (3,9%)    | 682 (8,6%)    |
| Укупно            | 8.264         | 7.932         |